# Inès Mercereau
Inès Mercereau, née en 1960 à Rouen, est une haute fonctionnaire française, conseillère maître à la Cour des comptes.

## Biographie
Son père est à la Direction des relations économiques extérieures du Trésor, ce qui la fait voyager dans différents pays.
Inès Mercereau entre à seize ans en hypokhâgne, avant d'être diplômée de lettres et anglais à l'université Paris-IV Sorbonne, de l'IEP Paris en 1980 puis de l'ENA en 1983. Elle choisit d'intégrer la Cour des comptes la même année, puis rejoint la direction du Trésor au ministère de l’Économie et des Finances en 1987. Elle devient notamment conseillère économique du directeur du Trésor et secrétaire générale du Comité interministériel de restructuration industrielle en 1992.
Elle travaille par la suite dans le privé sur des fusions-acquisitions du domaine bancaire, comme gérante de la banque Arjil & Cie de 1995 à 1997, puis devient directrice associée de la Société générale jusqu'en 2001, avant de devenir directrice de la stratégie du groupe Société générale de 2003, à 2007, œuvrant à l'international. Elle intègre aussi le domaine des assurances en devenant PDG de Sogessur entre 2001 et 2003, pour devient directrice déléguée du pôle des services financiers spécialisés et assurances de la Société générale de 2007 à 2010. Elle est PDG de SG Consumer Finance puis directrice Global Transaction and Payment Services de la Société générale à partir de janvier 2012. Elle est administratrice de nombreuses sociétés de crédit à la consommation ainsi que de Sogecap, d’Axa France Vie et Axa France IARD de 2012 à 2013.
Elle devient PDG de Boursorama de 2010 à 2013, alors première banque en ligne en France.
Inès Mercereau intègre à nouveau la Cour des comptes en 2013, en rejoignant la Commission des participations et des transferts jusqu'en 2019. Elle est chargée en 2014 par le ministre des Finances et des Comptes publics Michel Sapin de rédiger un rapport sur la portabilité du numéro de compte bancaire, puis est promue conseillère maître en 2018. Elle devient responsable du secteur Banque, assurances et autorités de régulation du secteur financier à la Première chambre jusqu'en 2022. Depuis présidente de la section Pouvoirs publics constitutionnels et services de renseignement à la Quatrième chambre, elle devient membre de la Commission des sanctions de l’Autorité de régulation des transports en juillet 2023. Elle devient présidente de la deuxième chambre à la Cour des comptes en janvier 2024, qui traite des sujets relatifs à l'énergie, aux transports, à l'environnement, à l'agriculture et à la mer.
Elle est membre du conseil d’administration et présidente du comité d’audit et finances de l’Institut Pasteur. Elle est aussi membre du conseil d’orientation et de surveillance et du comité d’audit comme personnalité qualifiée du Crédit municipal de Paris.

## Vie privée
Elle est mariée à François Mercereau, directeur général de Korian et a quatre enfants.

## Distinctions
- Chevalier de la Légion d'honneur[7].